# Mary Tourtel
Mary Tourtel, nascuda com Mary Caldwell (Canterbury, 28 de gener de 1874 — 15 de març de 1948) va ser una artista britànica i creadora de la tira de còmic Rupert Bear. S'han venut 50 milions de còpies de les seves obres a tot el món.

## Biografia
Tourtel va néixer com Mary Caldwell, la filla menor del vitraller i picapedrer Samuel Caldwell i la seva dona Sarah. Va estudiar art amb Thomas Sidney Cooper a la Sidney Cooper School of Art de Canterbury (actualment Universitat de les Arts Creatives) i es va convertir en il·lustradora de llibres infantils. El 1900 es va casar amb un redactor ajudant de The Daily Express, Herbert Bird Tourtel, a Eton.

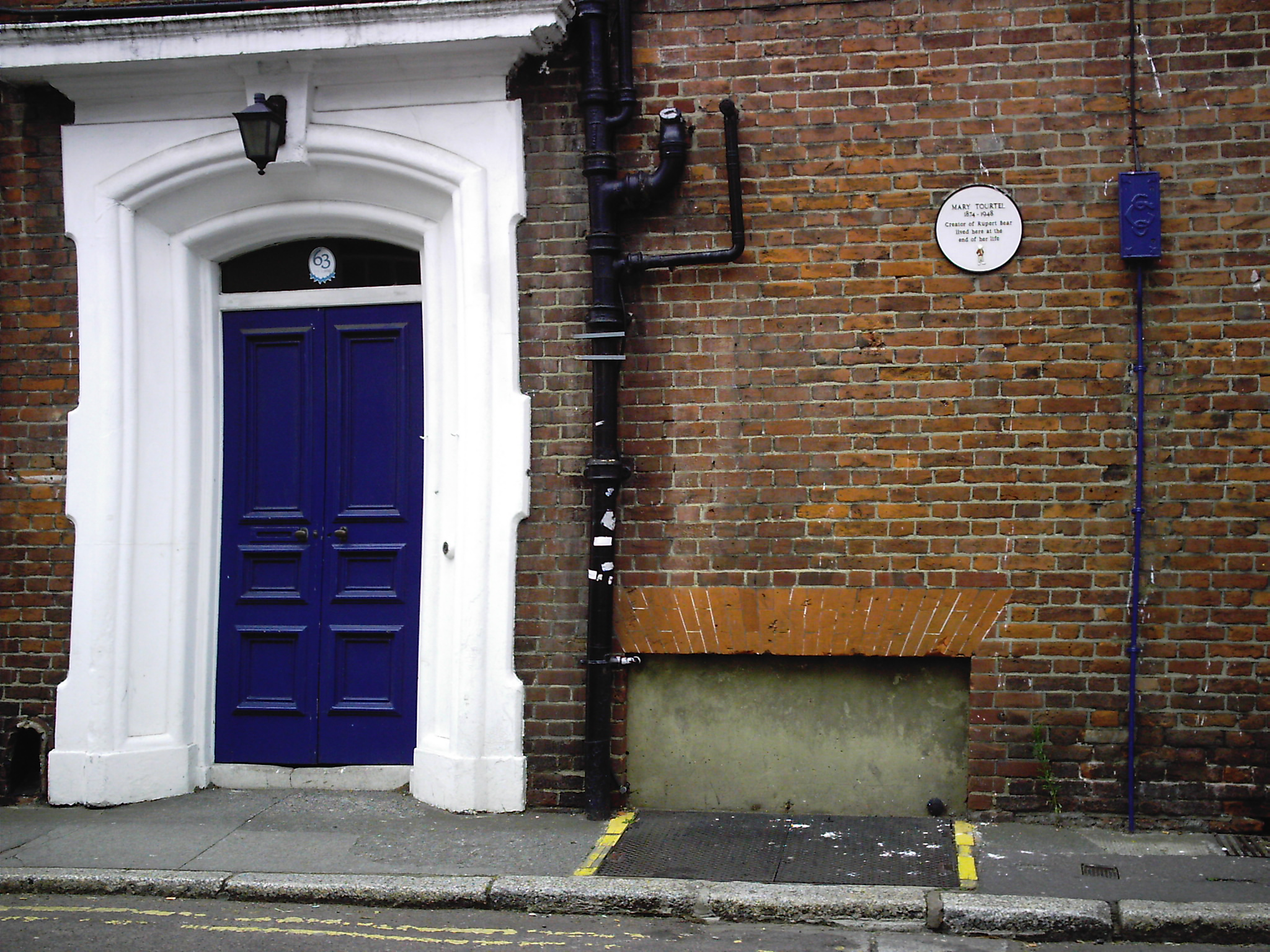
Placa a Ivy Lane, Canterbury, que marca el lloc on Tourtel va passar els seus últims anys.

Rupert Bear es va crear el 1920, en un moment en què l'Express competia amb The Daily Mail i la seva popular banda de còmics Teddy Tail, així com amb la tira Pip, Squeak i Wilfred a The Daily Mirror. El llavors editor de notícies de l'Express, Herbert Tourtel, es va proposar produir una nova historieta per a rivalitzar amb les d'aquests diaris i immediatament va pensar en la seva dona Mary, que llavors ja era una autora i artista consolidada. El resultat va ser Rupert Bear que es va publicar per primera vegada com un personatge sense nom en una tira titulada Little Lost Bear el 8 de novembre de 1920. Les primeres tires van ser il·lustrades per Mary i subtitulades pel seu marit, i es van publicar com dos còmics diaris amb una història curta a sota. Rupert era originalment un os marró fins que l'Express va retallar les despeses donant-li el color blanc icònic i característic. El Rupert de Mary s'assemblava més a un os de debò, amb una manera de caminar pesada i amb més pèl. La roba de color vermell viu i groc del Rupert contemporani era originalment un suèter blau amb pantalons grisos.
L'any 1931 Herbert Tourtel va morir en un sanatori alemany i Mary es va retirar quatre anys després, el 1935, després que la seva visió i la seva salut es deterioressin. Les tires de l'os Rupert les va continuar un il·lustrador Punch, Alfred Bestall. Mary va viure la major part de la seva vida en diferents hotels, sense trobar mai una casa fixa, ja que preferia la llibertat de moure's.

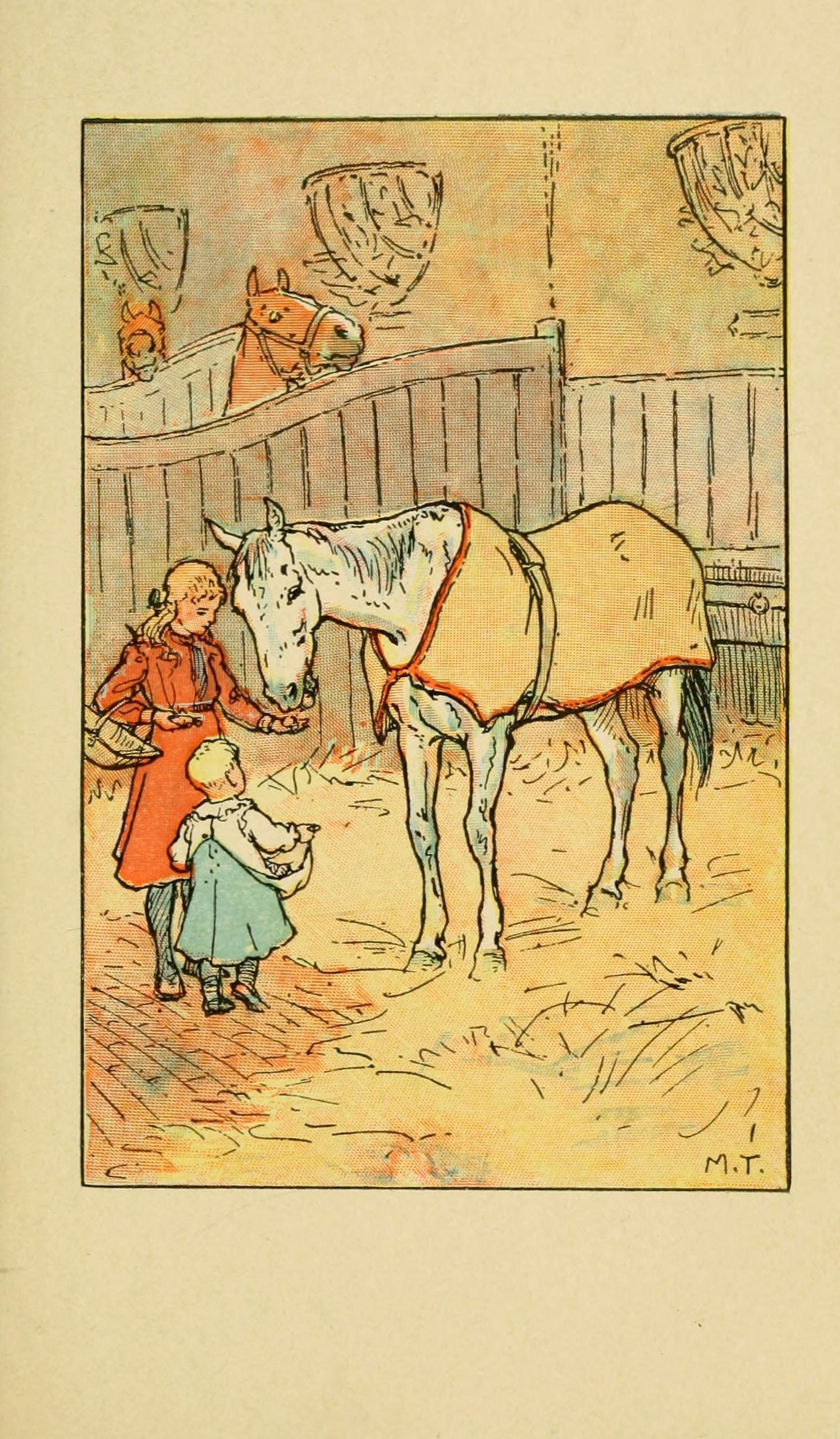
A Horse Book. Biodiversity Heritage Library.

Mary Tourtel va morir el 15 de març de 1948 a l'edat de 74 anys, a l'Hospital Kent i Canterbury, una setmana després que es col·lapsés al carrer Canterbury, a causa d'un tumor cerebral. Va ser enterrada amb el seu marit a l'Església de St Martin de Canterbury. No van tenir fills però van viatjar junts per tot el món. El 2003, el Canterbury Heritage Museum, que va tancar el 2018, va obrir una ala especial dedicada a l'os Rupert. Ara hi ha una vitrina Rupert a la Beaney House of Art and Knowledge, al costat dels Clangers.

## Treballs

### Altres llibres
- Grant Richards: A Horse Book. Londres: 1901. Nova York: F.A. Stokes Co., 1901.
- Treherne: The Humpty Dumpty Book: Nursery Rhymes told in Pictures. Londres: 1902.
- Grant Richards: The Three Little Foxes. Londres: 1903.
- Treherne: Matchless A B C. Londres: 1903.
- The Strange Adventures of Billy Rabbit. M.A. Donohue & Co., 1908.

### Com a il·lustradora
- Bruce Rogers: The Rabbit Book. Chicago: M.A. Donohue & Co., 1900.